# Lygropia rheumatica
Lygropia rheumatica là một loài bướm đêm trong họ Crambidae.